# Umarali Rahmonaliyev
Umarali Muammadali oʻgʻli Rahmonaliyev (* 18. August 2003 in Namangan) ist ein usbekischer Fußballspieler.

## Karriere

### Verein
Aus der Jugend von Bunyodkor Taschkent wechselte Rahmonaliyev Anfang 2022 von der U21 in die erste Mannschaft. Seit Anfang 2023 spielt er für den russischen Klub Rubin Kasan.

### Nationalmannschaft
Nach zwei Einsätzen mit der usbekischen U19 im September 2022 debütierte er im selben Monat auch bei der U20. Mit dieser nahm er an der Asienmeisterschaft 2023 teil, bei der er mit seinem Team als Gastgebernation das Turnier gewann und teilweise als Kapitän fungierte. Im Turnierverlauf erzielte er ein Tor und gab eine Vorlage. Er nahm auch an der U20-Weltmeisterschaft 2023 teil, bei der er in allen Gruppenspielen die Kapitänsbinde trug, jedoch bei der Achtelfinalniederlage nicht im Kader stand.
Ab Juni 2023 ging es für ihn weiter bei der U23, wo er auch im Kader bei der Asienmeisterschaft 2024 war. Bei dem Turnier kam er wieder in allen Partien seines Teams zum Einsatz und erzielte einen Treffer. Am Ende unterlag Usbekistan im Finale Japan. Die Finalteilnahme aber reichte schon dazu aus, dass sich seine Nation erstmals in ihrer Geschichte für das Fußballturnier der Olympischen Spiele 2024 qualifizierte.